# Premier Division 2017 (Barbados)
La Premier Division 2017 è stata la settantunesima edizione della massima serie del campionato barbadiano di calcio. 
Il Weymouth Wales torna a vincere il campionato dopo cinque stagioni, conquistando il suo diciassettesimo titolo nazionale.

## Stagione

### Aggiornamenti
Dal campionato 2016 sono stati retrocessi in First Division Empire e Pinelands Utd. Dalla seconda divisione sono state promossi Ellerton e Waterford Compton.

### Formula
Le 10 squadre partecipanti giocano un girone di andata e ritorno, per un totale di 18 giornate. Al termine del campionato, la prima classificata è campione di Barbados e si qualifica per le competizioni CONCACAF, mentre le ultime due classificate sono retrocesse in First Division.

## Classifica
|                     | Pos. | Squadra           | Pt | G  | V  | N | P  | GF | GS | DR  |
| ------------------- | ---- | ----------------- | -- | -- | -- | - | -- | -- | -- | --- |
| Barbados (bandiera) | 1.   | Weymouth Wales    | 43 | 18 | 13 | 4 | 1  | 51 | 13 | +38 |
|                     | 2.   | BDF               | 38 | 18 | 11 | 5 | 2  | 46 | 21 | +25 |
|                     | 3.   | Rendezvous        | 34 | 18 | 10 | 4 | 4  | 44 | 29 | +15 |
|                     | 4.   | Paradise          | 30 | 18 | 9  | 3 | 6  | 28 | 17 | +11 |
|                     | 5.   | Notre Dame        | 29 | 18 | 8  | 5 | 5  | 29 | 29 | 0   |
|                     | 6.   | UWI Blackbirds    | 24 | 18 | 6  | 6 | 6  | 33 | 23 | +10 |
|                     | 7.   | Ellerton          | 20 | 18 | 5  | 5 | 8  | 22 | 35 | -13 |
|                     | 8.   | Brittons Hill     | 12 | 18 | 2  | 6 | 10 | 16 | 31 | -15 |
|                     | 9.   | Waterford Compton | 11 | 18 | 3  | 2 | 13 | 18 | 69 | -51 |
|                     | 10.  | Belfield          | 3  | 18 | 2  | 2 | 14 | 21 | 41 | -20 |

Legenda:
      Campione di Bermuda e ammessa alle competizioni CONCACAF.
 Retrocessione diretta.